# Dahlica juliella
Dahlica juliella is een vlinder uit de familie van de zakjesdragers (Psychidae). De wetenschappelijke naam van deze soort is voor het eerst voorgesteld als Bankesia juliella door Hans Rebel in een publicatie uit 1919.
De soort komt voor in Italië en Slovenië.